# Австралийский институт криминологии
Австралийский институт криминологии является национальным исследовательским институтом Австралии и центром знаний по вопросам преступности и правосудия. Институт стремится содействовать справедливости и снижению уровня преступности путём проведения и передачи научно-обоснованных исследований в целях обоснования политики и практики.
Функции института включают в себя проведение криминологических исследований; информацию о результатах исследований; проведение или организацию конференций и семинаров, а также публикации материалов, вытекающих из работы института.

## Научно-исследовательская деятельность
- Национальные программы мониторинга

Мониторинг охватывает убийства, кражи огнестрельного оружия, вооружённое ограбление, употребление наркотиков, смерти в заключении, под стражей, несовершеннолетних, находящихся в заключении, мошенничество в отношении Содружества, борьбу с отмыванием денег и человеческой торговли.
- Проекты «Преступность и правосудие»

Охватывают такие темы, как насильственные преступления, наркотики, транснациональная и организованная преступность, экономические и высокотехнологичные преступления, системы уголовного правосудия и укрепление потенциала.